# Évènement du Ries
On appelle « évènement du Ries » (ou « impact du Ries ») la chute d’une météorite survenue il y a près de 15 millions d’années dans l’actuel sud de l’Allemagne. En témoigne aujourd’hui l’astroblème du Nördlinger Ries, un cratère d’impact daté de l’étage Langhien (époque Miocène) d’un diamètre d’environ 24 km. Ce cratère est issu des puissantes énergies libérées lors de cet événement. On pense que d’autres cratères d’impact comme celui de Steinheim ainsi peut-être qu’un certain nombre de petits cratères dans le Jura franconien et dans la région du lac de Constance seraient apparus en même temps que le cratère du Ries.

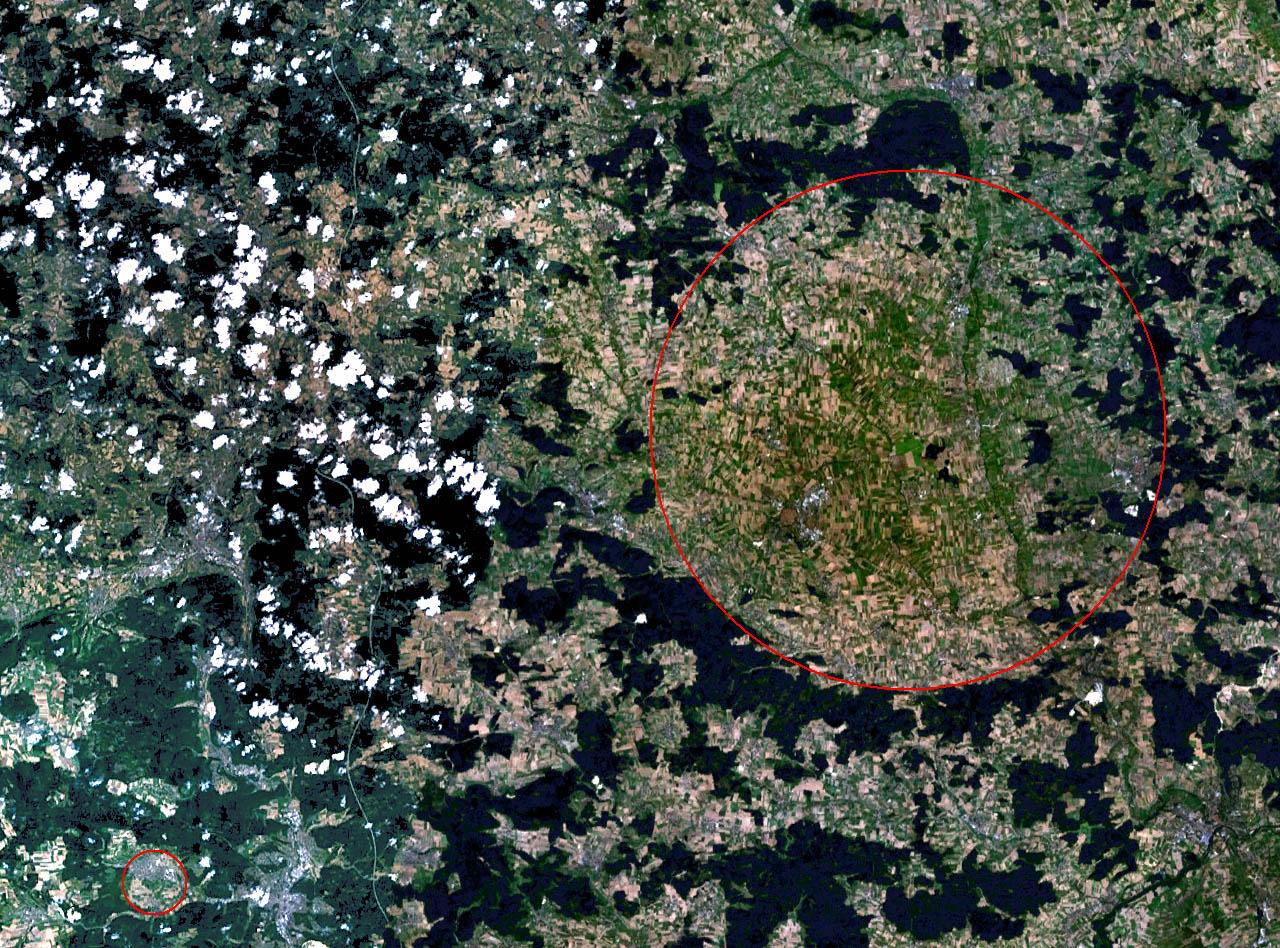
Image satellite de l’astroblème du Nördlinger Ries (la grande structure ronde à droite) et du cratère de Steinheim (en bas à gauche)

## Formation du cratère du Ries
L’astroblème du Nördlinger Ries compte parmi les cratères d’impact les plus étudiés au monde. En 1960, la science a pu prouver que la formation du cratère du Ries était due à la chute d’un astéroïde. À partir de cela, il a été possible d’établir une représentation très précise de la création du cratère il y a 14,6 ± 0,2 millions d’années (à l’époque du Miocène, étage du Langhien),,,.

### Astéroïde
En quelques secondes à peine, l’astéroïde, d’un diamètre d’environ 1,5 km traverse à une vitesse de 20 km/s (72 000 km/h) l’atmosphère terrestre. Avant l’impact, le météore, dont la magnitude apparente dépasse même celle du Soleil, se rapproche à toute vitesse de la zone correspondant à l’actuel sud de l’Allemagne jusqu’à percuter la surface de la Terre. Cet objet céleste est probablement un astéroïde accompagné d’au moins un autre objet céleste sensiblement plus petit qui percute la Terre environ 40 km plus au sud-ouest, là où se trouve aujourd’hui le bassin de Steinheim résultant de l’impact. Une scission du météore à l’intérieur de l’atmosphère terrestre peut être exclue car la distance entre les fragments d’objets célestes n’aurait pas pu atteindre celle qui sépare le bassin de Steinheim du cratère du Ries.
La description de l’impact qui suit s’appuie sur le plus gros fragment qui a, en percutant le sol, donné naissance au cratère du Ries.

### Impact
Quelques fractions de secondes avant que l’objet céleste ne percute la surface de la Terre à un angle d’environ 30°, l’air qui se trouve entre l’astéroïde et le sol est comprimé et s’échauffe. La terre, le sable et les galets qui constituent le sol passent brutalement à l’état de vapeur et sont en partie pressés sous l’astéroïde avec l’air comprimé. L’impact se produit à une vitesse telle que l’astéroïde lui-même explose en de multiples fragments. C’est pourquoi on nomme habituellement ce processus le Jetting. Le sol liquéfié, sous l’effet de la vitesse, se retrouve projeté jusqu’à 450 km. Le sable fondu, figé en petites gouttes de verre, tombe en pluie au-dessus d’une région bien définie qui correspond aujourd’hui à la Bohême et la Moravie. On retrouve encore aujorud'hui de telles gouttes de verre dans cette région ; on les appelle moldavites.

### Compression
L’impacteur fend en deux la plateforme de roches sédimentaires du Mésozoïque et plonge dans le socle à une profondeur d’environ un kilomètre. L’astéroïde et la roche environnante sont comprimés et réduits à un volume inférieur à la moitié de leur volume initial. Sous une pression de quelques millions de bars et à une température de 30 000 °C, l’astéroïde et la roche environnante se liquéfient brutalement quelques fractions de secondes après l’impact.
L’onde de choc se propage dans la roche autour du point d’impact à une vitesse supersonique. Avec la distance, la température et la pression imposées à la roche retombent, de sorte que la roche n’est plus qu’en partie liquide. Sous l'influence de la température et de la pression, les roches sont ainsi transformées. À cause du phénomène du « métamorphisme de contact », le quartz se transforme en coésite ou en stishovite. Le métamorphisme de contact donne également lieu à la formation de verre diaplectique. À des kilomètres à la ronde du point d’impact, la roche est déformée et se liquéfie sous l’effet de la pression.

### Éjections
Environ deux secondes après l’impact débute la principale phase d’éjections : après la propagation de l’onde de choc, la roche se reconstitue, le nouveau sol du cratère se rehausse et le pic central se forme en son milieu. Les débris du cœur du cratère s’agglutinent en une barrière conique, appelée rideau d’éjectas (éjection balistique). Dans le périmètre de propagation du cratère, de gros blocs de roche sont remontés à la surface (mouvement de coulissement). Lors de l’éjection, des roches de différentes couches stratigraphiques se mélangent et forment à une distance pouvant atteindre 40 kilomètres autour du cratère une couverture d’éjectas fermée qui peut atteindre par la suite une hauteur de 100 m. Aujourd’hui, on appelle « agglomérats multicolores » ces éjections situées autour du cratère du Ries.
Lors de l’explosion, d’une énergie équivalant à plusieurs centaines de milliers de fois celle de la bombe larguée sur Hiroshima, un cratère de 8 km de diamètre et de 4 km de profondeur se forme. La boule de feu s’élève au-dessus du cratère et engloutit la roche pulvérisée et parfois partiellement fondue.

### Formation du cratère
Initialement, le cratère primaire n’est pas stable : des roches roulent le long de sa paroi interne jusqu’à atteindre son centre, élargissant ainsi son diamètre d’environ 24 km. Le pic central n’est pas stable non plus et finit par s’affaisser. En contrepartie, certains matériaux enfouis sont à nouveau entraînés vers la surface, induisant ainsi la formation de l’anneau interne. Cette chaîne de collines concentrique située au centre du cratère est encore visible aujourd’hui. On y trouve en surface des roches magmatiques du socle qui se rencontrent en temps normal (c’est-à-dire en l’absence de cratère) 300 à 400 mètres plus en profondeur.
La formation du cratère dure environ 3 minutes. Quelques instants plus tard, la nuée ardente au-dessus du cratère s’effondre : la masse chaude retombe sous forme de roches broyées et d’une masse fondue solidifiée, remplissant sur 400 mètres le cratère profond de 500 mètres. La couche extérieure d’éjectas située autour de celui-ci est également en grande partie recouverte par la pluie de cendres chaudes. À partir de ce matériau solidifié provenant de la nuée ardente se forme une roche d’impact caractéristique de l’astroblème du Nördlinger Ries : la suévite. On estime qu’il a fallu environ 2 000 ans à l’épaisse couche de suévite présente au fond du cratère pour refroidir de 600 à 100 °C.

### Répercussions
Finalement, l’impacteur ainsi que les 3 km3 de roche terrestre environnante passent à l’état gazeux. Environ 150 km3 de roche sont expulsés du cratère et près de 1 000 km3 sont déplacés. L’impact provoque un séisme de magnitude 8 sur l’échelle de magnitude de moment. L’ensemble de la zone se trouvant dans un rayon de 5 000 km2 autour du cratère se retrouve enseveli sous plusieurs mètres de gravats projetés au moment de l’impact.
À l’époque, l’ancien Main et l’ancien Altmühl coulent en direction du sud à environ 10 km à l’est du bord du cratère. Les éjectas interrompent le cours des fleuves et l’eau s’accumule au nord-est du cratère pour former un lac. Celui-ci s’étend par la suite pour atteindre une surface de 500 km2 et rejoindre l’actuel emplacement de la ville de Nuremberg.
À 100 km de la zone d’impact, cette boule de feu semblait 30 fois plus grosse et 70 fois plus lumineuse que le Soleil. À cette distance, les rayonnements thermiques en émanant peuvent embraser en un instant le pelage, le plumage et la peau des animaux et calciner la végétation. Environ cinq minutes après l’impact se déclenche l’onde de choc atmosphérique. Avec des vents allant jusqu’à 600 km/h et une pression positive atteignant 100 kPa (1 bar), elle fait instantanément disparaître de la surface de la Terre toute forme de vie se trouvant dans un périmètre de 100 km.
À 200 km de la zone d’impact, cette boule de feu paraît environ 10 fois plus grosse et lumineuse que le Soleil. À cette distance, les effets de l’onde de choc se font sentir 10 minutes après l’impact. Avec des vents à 200 km/h, l’onde de choc fait tomber près d’un tiers des arbres de la zone. À environ 300 km au sud-est de l’impact, non loin de l’actuelle commune de Liezen, survient un glissement de terrain (constituant aujourd’hui le col du Pyhrn), très certainement déclenché par l’astroblème du Ries, qui modifie le cours de l’ancien Enns (à l’époque dirigé vers le nord) et le redirige vers le sud, vers le Bassin de Graz.
Même à 500 km de distance, le séisme causé par l’impact se fait sentir (à une intensité de 4 à 5 sur l’échelle de Mercalli). L’onde de choc frappe la zone au bout d’à peine 30 minutes et le vent y atteint une vitesse d’environ 50 km/h (degré 6 sur l’échelle de Beaufort).
L’onde de choc se propage à la vitesse du son dans l’atmosphère tout autour de la Terre. À 20 000 km de distance, aux antipodes de l’impact, elle se fait ressentir 17 heures plus tard. L’intensité du son y a atteint les 40 décibels, rendant l’impact audible pratiquement sur l’ensemble de la planète.

### État actuel
À la suite de l’impact, le cratère se remplit d’eau jusqu’à créer un lac de 400 km2, avoisinant la taille du lac de Constance. Environ deux millions d’années plus tard, le lac se colmate. Ce n’est qu’à partir des périodes glaciaires et du phénomène d’érosion que l’actuelle caldera du Ries affleure.
Il est possible de trouver une description de la situation géologique actuelle ainsi que des roches apparues à la suite de l’impact dans l’article intitulé Astroblème du Nördlinger Ries.

## Énergie et taille de l’impacteur

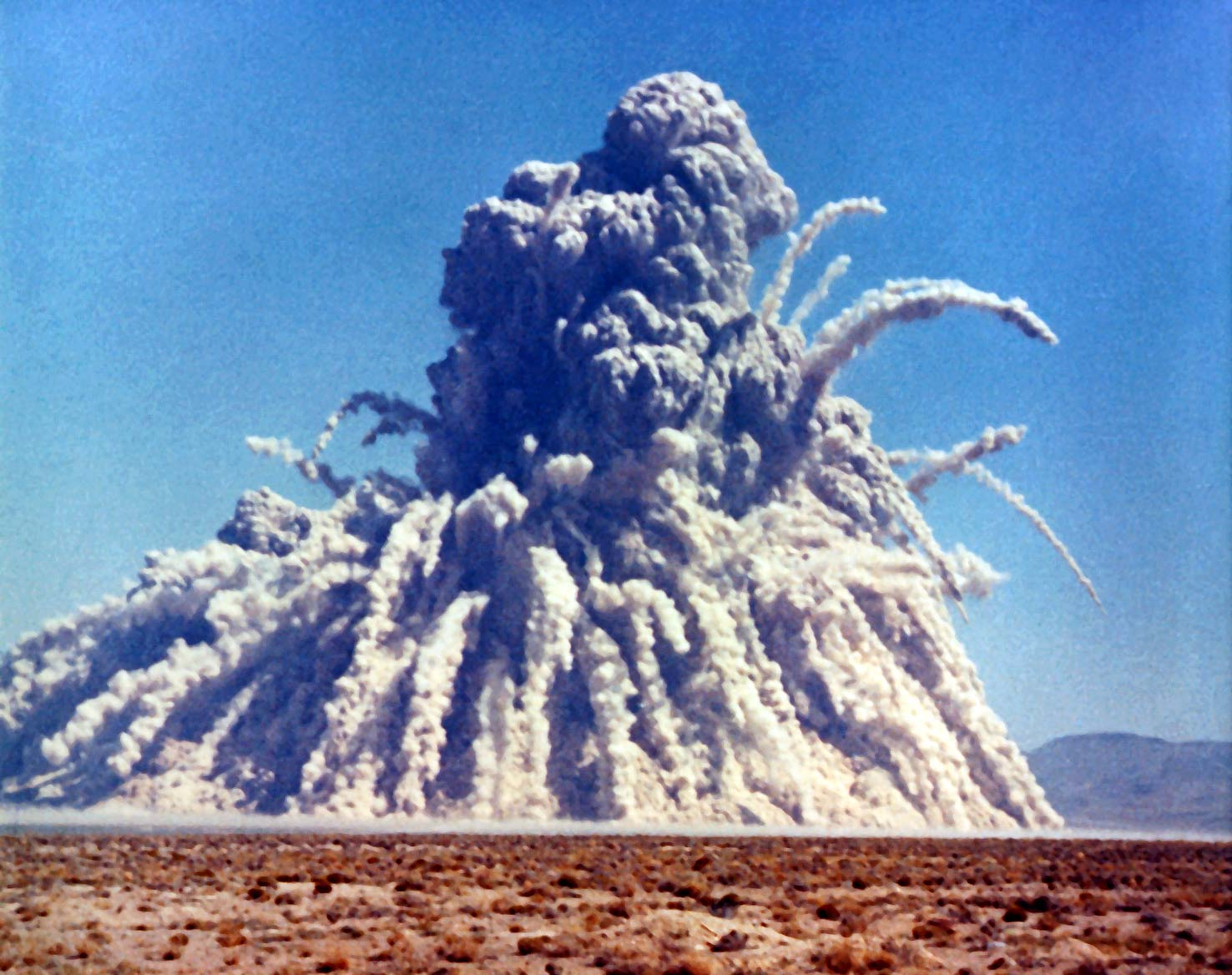
Essai nucléaire Sedan – 1962

L’énergie nécessaire à la formation d’un cratère peut être estimée à partir de sa taille, de la mesure de son anomalie gravitationnelle, de la position des éjectas alentour et des dégâts qu’ils présentent. Concernant le cratère du Ries, on estime que l’énergie libérée lors de l’impact se situe entre 1019 et 1020 joules. La valeur supérieure correspond à environ 24 gigatonnes d’équivalent TNT, ce qui est comparable à l’énergie qui serait libérée par l’explosion simultanée d’environ 1,8 million de bombes Hiroshima (chacune faisant 5,6 × 1013 J), à 1 850 fois l’énergie de l’éruption du mont Saint Helens en 1980 (5,6 × 1016 J) ou encore 90 fois l’énergie du séisme sous-marin de l’océan Indien de 2004 (1,1 × 1018 J). Selon des calculs plus récents, l’énergie libérée pourrait même avoir atteint les 1021 joules (soit environ 18 millions de bombes Hiroshima), en admettant que l’impacteur soit une météorite rocheuse de 1 500 m de diamètre et percutant le sol à une vitesse de 20 km/s.
L’essai nucléaire Sedan, qui fut réalisé en 1962 comme test pour l’utilisation pacifique des armes nucléaires dans le cadre de travaux de terrassement, peut également servir comme moyen de comparaison supplémentaire. Cette explosion laissa un cratère d’explosion de 390 m de diamètre et de 97 m de profondeur. Dans le cas des évènements du Ries, la quantité d’énergie libérée était près de 200 000 fois plus élevée que lors de ce test, qui a produit une force explosive de 104 kilotonnes (≈ 4,5 × 1014 J).
Étant donné que dans les roches du cratère du Ries, aucune trace météoritique de l’objet d’impact n’a pu être décelée, il est impossible de déterminer de quel type d’astéroïde il s’agissait. C’est la raison pour laquelle il est également impossible de déduire la taille du corps cosmique à partir de ces informations.
Les modèles de calcul suggèrent qu’une météorite rocheuse d’environ 1,5 km de diamètre, provenant du sud-ouest selon un angle de 30° à 50° par rapport à l’horizontale a percuté le sol à une vitesse de 20 km/s. Des simulations basées sur ces paramètres ont permis de reproduire assez précisément la répartition de la moldavite projetée autour de l’impact.

## Autres cratères

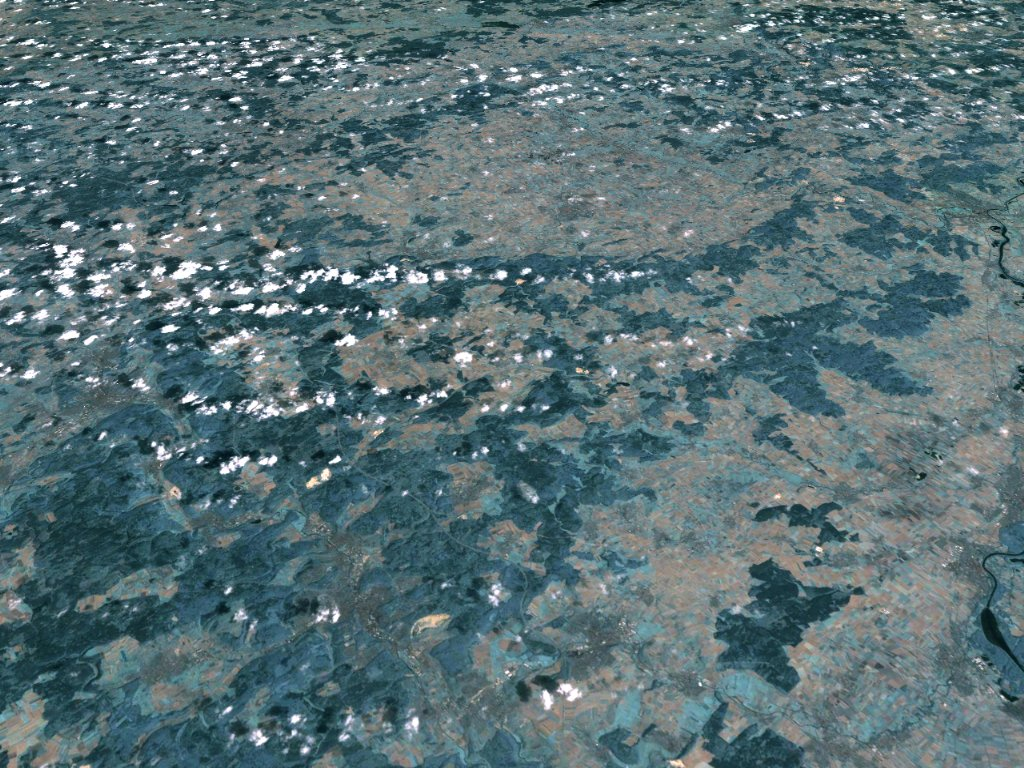
Cratère de Steinheim (devant à gauche) et astroblème du Nördlinger-Ries (en arrière-plan)

### Cratère de Steinheim
À environ 40 km au sud-ouest du Nördlinger Ries se situe le cratère de Steinheim (48° 41′ 12″ N, 10° 3′ 54″ O48.68666666666710.065), un autre cratère d’impact vieux lui aussi d’environ 15 millions d’années et qui s’est vraisemblablement formé en même temps que le cratère du Ries. Il est peu probable que ces deux cratères voisins se soient formés à peu près à la même période de façon totalement indépendante. Les corps cosmiques dont l’impact a laissé les deux cratères sont probablement un astéroïde accompagné d’un autre corps beaucoup plus petit. Dès leur pénétration dans l’atmosphère terrestre, leur espacement devait à peu près correspondre à la distance actuelle séparant le cratère du Ries du cratère de Steinheim.
Lors de la pénétration dans l’atmosphère de la météorite d’environ 150 m de diamètre dont l’impact a formé le cratère de Steinheim, seul un pour cent de l’énergie dégagée lors de la formation du cratère du Ries est libérée. Près de deux kilomètres cubes de roches sont déplacés, formant un cratère d’environ 3,5 km de diamètre, 200 m de profondeur à l’origine et un pic central extrêmement prononcé.

### Cratère sur le Jura franconien
Dès 1969 – c’est-à-dire quelques années après avoir pu expliquer la formation du cratère du Ries et du cratère de Steinheim à l’aide d’impacts de météorites – le cratère de Pfahldorf, situé environ 60 km à l’est du cratère du Ries, à proximité de Kipfenberg (48° 57′ 42″ N, 11° 19′ 54″ O48.96166666666711.331666666667), est désigné comme cratère météoritique supplémentaire potentiel avec un diamètre de 2,5 km. En 1971, la Stopfenheimer Kuppel ("coupole de Stopfenheim"), située à 30 km au nord-est du cratère du Ries, à proximité de Ellingen (49° 4′ 18″ N, 10° 53′ 24″ O49.07166666666710.89), est indiquée comme cratère potentiel avec un diamètre de 8 km. Erwin Rutte, un géologue de Wurtzbourg, attribue la formation de nombreuses autres structures circulaires dans le Jura franconien, jusqu’à 90 km à l’est du cratère du Ries, à des chutes de météorites parallèles à l’impact du Ries. Parmi les cratères sujets à caution se trouvent la Wipfelsfurt, située à proximité de la réserve naturelle du Donaudurchbruch bei Weltenburg (48° 54′ 12″ N, 11° 50′ 36″ O48.90333333333311.843333333333, 850 m de diamètre), une cuvette allongée dans la région du Sausthal, à proximité d’Ihrlerstein (♁48° 58′ 0″ N, 11° 49′ 36″ O, dimensions : 850 × 620 m), le cratère de Mendorf, à proximité de Altmannstein (48° 52′ 30″ N, 11° 36′ 6″ O, 2,5 km de diamètre) et la structure circulaire de Laaber (♁49° 4′ 48″ N, 11° 53′ 54″ O49.0811.898333333333, 4,5 km de diamètre),.
La classification de ces structures en tant que cratères d’impact reste cependant contestée,. Des preuves sans équivoque d’un impact de météorite, comme du verre diaplectique ou des minéraux de haute pression (coésite, stishovite), n’ont à ce jour pas pu être trouvées. Les cônes de percussion provenant de la Wipfelsfurt sont seulement marqués de façon peu significative, de sorte que leur classification en tant qu’indicateurs d’impact est également incertaine. Ainsi, la Wipfelsfurt est généralement considérée comme une lixiviation du Danube et les autres structures circulaires puisent probablement leurs origines dans une doline ou dans la configuration tectonique du terrain.

### Impact de météorite près du lac de Constance
Dans les Préalpes suisses à Saint-Gall, des blocs de pierres calcaires du Jura sont découverts dans des roches plus jeunes des molasses dont l’origine est incertaine. En raison de leur ressemblance avec les Reuterschen Blöcke ("blocs de Reuterschen") – des blocs de pierre calcaire propulsés jusqu’à 70 km en dehors du Ries – l’influence d’un impact de météorite qui aurait pu se produire au moment de l’impact du Ries est également envisagée. Ces réflexions sont appuyées par la découverte de cônes de percussion,. Jusqu’à présent, aucune structure de cratère correspondante n’a cependant pu être trouvée. Il est probable que l’impact ait eu lieu dans les sables meubles des molasses, de sorte qu’un cratère qui se serait formé à cet endroit n’a pas été conservé ou que le cratère a été englouti par le lac de Constance. Des analyses détaillées, réalisées à l’aide de forages de recherche, doivent encore être réalisées.

## Hypothèse de Rutte
D'après le géologue Erwin Rutte, les traces de cet impact ne se limitent pas à la région alentour du cratère du Ries. Il affirme que l’impact de centaines de millions de corps solides de différentes tailles majoritairement composés de roche et de fer, de poussière, de gaz et de glace, qui a également laissé des traces dans une zone du Jura située à côté des cratères, s’étend du Jura à la Bohême en passant par le district du Haut-Palatinat, le district de Basse-Bavière et le land de Haute-Autriche,.
Erwin Rutte décrit les brèches formées dans le secteur de l’Altmühl et dans le Haut-Palatinat comme des alémonites et les considère comme des impactites résultant de la pression, de la température et de l’acide silicique cosmique de l’impact sur le calcaire jurassique et le grès vert. Entre-temps, Erwin Rutte a également qualifié d’alémonitiques et d’alémonitisés les gneiss et les granites de la forêt de Bavière et de la Forêt de Bohème ainsi que les sédiments (sable et gravier) de la Bohème méridionale et le grès silicifié d’Europe centrale. Selon son hypothèse, une grande partie des météorites rocheuses est entrée en fusion lors de son entrée dans l’atmosphère et s’est transformée en une solution d’acide silicique. Elle s’est répandue en quantités très différentes, avec des effets en profondeur proportionnellement différents en Europe centrale et a silicifié, cimenté et imprégné les roches de la surface terrestre. Les gisements de kaolin situés au nord du Haut-Palatinat s’expliqueraient également par la corrosion provoquée par des acides d’origine cosmique.
Les gisements de minerais de fer situés dans la région de l’Altmühl (dans le Jura franconien entre Riedenburg et Kelheim) déjà exploités au temps des Celtes et les gisements situés dans le Haut-Palatinat, à Auerbach, Sulzbach-Rosenberg et Amberg (des localités qui ont longtemps été des villes industrielles) sont, selon Erwin Rutte, également d’origine météoritique : le fer d’une météorite de fer décomposée aurait pénétré puis refroidi dans les roches. L’affirmation de l’origine météoritique du fer a été confirmée par l’analyse d’oligoéléments.
D’après Erwin Rutte, la glaise recouvrant le Jura est le résidu d’un nuage gigantesque de roche pulvérisée projeté vers le haut lors de l’impact. De plus, l’impact aurait donné ce profil mamelonné qu’a le Jura entre le Nördlinger Ries et la forêt de Ratisbonne et aurait tronqué la plus haute montagne.

### Critique
L’hypothèse de la présence d’un grand nombre d’impacts avancée par Erwin Rutte est critiquée par la majorité des géologues. La classification de l’alémonite comme impactite est par exemple très controversée. D’un côté, l’hypothèse de la décomposition des météorites rocheuses en une solution d’acide silicique n’a pas encore été confirmée. De l’autre, la silicification est un phénomène relativement habituel : dans de pareils cas, le dioxyde de silicium provient de nappes phréatiques contenant de l’acide silicique ou s’est formé lors de la sédimentation par le biais d’organismes à coquille silicique.
Les indices analytiques démontrant l’origine cosmique du fer sont loin de faire l’unanimité et il existe également une explication non cosmogénique aux minerais de fer à haute teneur en fer : les minerais situés dans la région de Sulzbach-Rosenberg et d’Amberg proviennent de la formation du grès ferrugineux du Jura pendant laquelle ils furent déposés et accumulés sous forme d’oolithes ferrugineuses jusqu’à ce qu’ils durcissent. Le gisement d’Auerbach se trouve dans le grès du crétacé et aurait été transporté sous forme de solution aqueuse depuis les gisements de grès ferrugineux de l’Est.
La glaise recouvrant le Jura serait majoritairement une glaise résiduelle restée suite à l’érosion de la marne, dont le calcaire a été dissout par les précipitations (érosion chimique par le dioxyde de carbone) et transporté à travers les failles. Les gisements de kaolin pourraient également être de simples résidus du processus d’érosion de feldspath sans qu’il y ait eu le moindre impact.
Du point de vue astronomique, l’impact aussi proche dans l’espace et dans le temps d’un grand nombre de météorites rocheuses, de fer ou de mégacryométéores pose problème. En effet, ces divers objets célestes proviennent de corps célestes (astéroïdes et comètes) différents et la formation de ces masses épaisses reste encore inexpliquée.

## Source de la traduction
- (de) Cet article est partiellement ou en totalité issu de l’article de Wikipédia en allemand intitulé « Ries-Ereignis » (voir la liste des auteurs).